# Чайковка (Черкасская область)

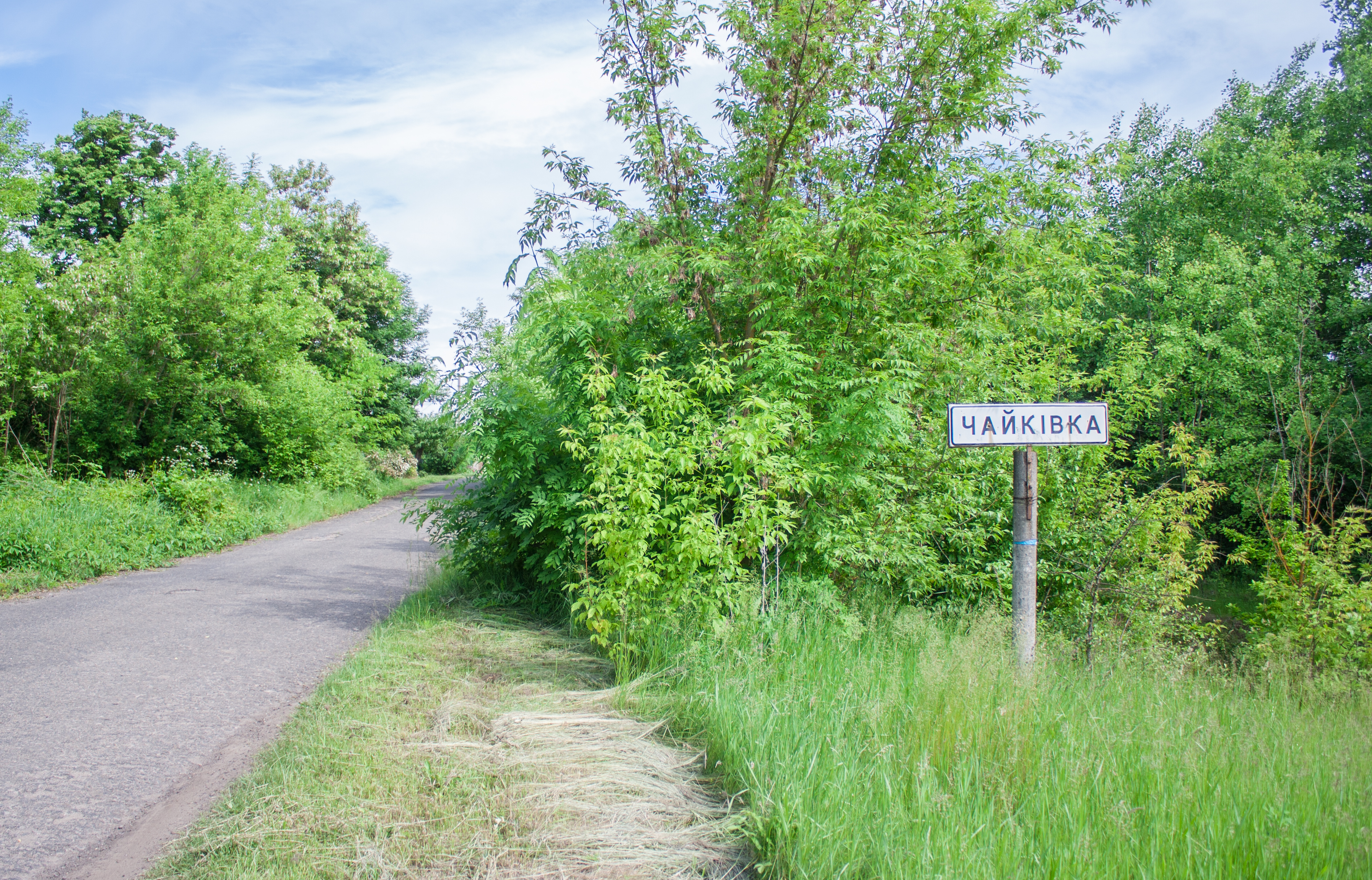
Въезд в село Чайковка

Чайковка (укр. Чайківка) — село в Уманском районе Черкасской области Украины.
Население по переписи 2001 года составляло 148 человек. Почтовый индекс — 20011. Телефонный код — 4745.

## Местный совет
20011, Черкасская обл., Христиновский р-н, с. Угловатка